# Schloss Aiglsbach

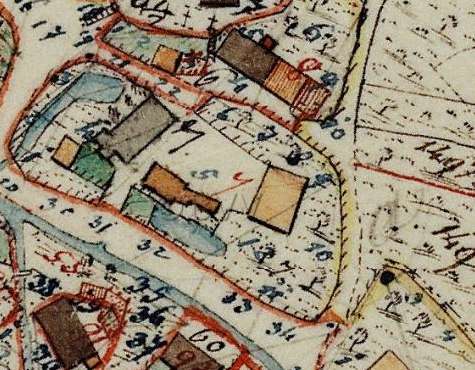
Schloss Aiglsbach auf dem Urkaster von Bayern, um 1840

Das Schloss Aiglsbach (eig. Aiglsbach) ist ein abgegangenes Schloss in der Gemeinde Aiglsbach im niederbayerischen Landkreis Kelheim. Die Anlage wird als Bodendenkmal unter der Aktennummer D-2-7336-0151 im Bayernatlas als „untertägige mittelalterliche und frühneuzeitliche Befunde im Bereich des abgegangenen Schlosses Aiglsbach, zuvor mittelalterliche Wasserburg“ geführt.

## Beschreibung
Südlich der Pfarrkirche St. Leonhard stand einst eine von einem Wassergraben umgebene hochmittelalterliche Niederungsburg. Zu dieser gehörten ein Bauhof und drei Sölden. Auf den Plänen der Bayerischen Uraufnahme aus der ersten Hälfte des 19. Jahrhunderts ist auf der Westseite des Schlossgebäudes noch eine hakenförmige Wasserfläche zu erkennen, eine weitere besteht noch im Süden unterhalb eines Bauhof. Teile des Wassergrabens wurden bei einer Straßenerweiterung zugeschüttet. Es wird vermutet, dass eventuell um die Gebäude der Wassergraben in Form einer liegenden Acht geführt wurde und dass dem Wassergraben ein Wall vorgelagert war. In der Bayerischen Denkmalliste werden unter der Denkmalnummer D-2-7336-0151, „untertägige mittelalterliche und frühneuzeitliche Befunde im Bereich des abgegangenen Schlosses Aiglsbach, zuvor mittelalterliche Wasserburg“ angeführt.

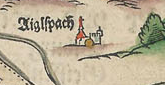
Aiglsbach, Ausschnitt aus den Bairischen Landtafeln von Philipp Apian, 1568

Die Burg wurde im Landshuter Erbfolgekrieg 1504 durch Herzog Ruprecht von der Pfalz belagert und vermutlich in Mitleidenschaft gezogen. Nach der Karte von Philipp Apian befindet sich 1568 aber neben der Kirche noch eine Burg mit einem Scharwachtturm. 1772 plante die Alte Kapelle, zu der Aiglsbach damals gehörte, einen neuen Bau anstelle des alten Schlosses zu errichten; diese Pläne sind aber nicht realisiert worden. Heute ist das Gelände vollständig durch Gebäude eines landwirtschaftlichen Betriebes überbaut.

## Geschichte
Der Ortsname leitet sich von dem Personennamen Agil oder Egil ab, aus dem im Zusammenhang mit dem im Riedmoosgraben verlaufenden Bach der Ortsname gebildet wurde. In Aiglsbach bestand ab Mitte des 12. Jahrhunderts ein Ortsadelsgeschlecht.
Urkundenmäßig nachweisbar ist ein Edler Bruno von Aiglsbach, der Traditionen der Klöster Rohr und Biburg bezeugt. Ein Bertold und ein Friedrich von Aiglsbach erscheinen 1170 in einer Urkunde des Klosters Ensdorf als Ministeriale des Pfalzgrafen Friedrichs. Ein Grimold von Aiglsbach hat an einem Thing teilgenommen, das Pfalzgraf Friedrich 1173 in Mantlach bei Pfeffenhausen einberufen hatte. 1173/77 bezeugen die Gebrüder Zacharias und Gelphrat sowie Ulrich von Aiglsbach ein Rechtsgeschäft mit dem Kloster Biburg. Helmbert von Aiglsbach tritt mit seinem Bruder Rupert 1189/91 in weiteren Biburger Traditionen auf. Auch ein Heinrich von Aiglsbach wird noch 1193/95 genannt. Dann tritt nach einer 150-jährigen Pause ein Konrad der Aiglsbeck 1345 und 1449 als Regensburger Bürger auf; weitere Nennungen beziehen sich auf Bertold von Aiglsbach (1359) und einen Albert von Aiglsbach (1363). Sicher mit der Burg in Verbindung steht ein 1371 genannter Friedrich dem „Aygelsbeckh von Aigelspach“. Dieser kommt in Urkunden des Klosters Münchsmünster 1381 und 1389 vor. Sein Bruder „Chunrad der Aigelspeckh“ tritt ab 1375 als Siegler in diversen Urkunden und als Nachfolger des Friedrich auf. Seine Söhne waren ein Albert und wieder ein Konrad. Die Tochter des Letzteren verheiratet sich 1440 mit Erhard dem Marzeller. Deren Sohn Leonhard hat dann das Gut in Aiglsbach übernommen und wird 1519 als hiesiger Landsasse erwähnt; 1530 sind seine Söhne Georg und Erhard in der Landtafel eingetragen. Georg Marzeller hat 1520 einen Lehensrevers über den Niedernhof zu Marzill, heute in der Stadt Mainburg gelegen, entgegengenommen. Als nächste werden vermutlich über den Heiratsweg die Rohrbeck von Rohrbach die Herren von Aiglsbach. Eine geborene von Rohrbeck, verheiratet mit Lorenz Weißenfelder von Hilgartsberg, verkauft Aiglsbach um 1560 an Hans Bernhard Rehlinger von Augsburg. Nach einer Folge von weiteren Besitzern wird Aiglsbach am 4. Juli 1769 an die Alte Kapelle von Regensburg verkauft, diese war auch noch 1840 Eigentümer von Aiglsbach.